# المحكم في أصول الفقه
المحكم في اصول الفقه وهو دورة في علم الأصول كاملة وموسعة، تشتمل على ستة مجلدات، اثنان منها في مباحث الألفاظ والملازمات العقلية، ومجلدان في مباحث القطع والأمارات والبراءة والاحتياط، ومجلدان في الاستصحاب والتعارض والاجتهاد والتقليد.  ، من تأليف محمد سعيد الطباطبائي الحكيم ، نجل السيد محمد علي الحكيم.